# Route nationale 46 (Madagaskar)
Die Route nationale 46 (RN 46) ist eine 19 km lange Nationalstraße in der Region Haute Matsiatra im Zentrum von Madagaskar. Sie zweigt zwischen Ambositra und Fianarantsoa von der RN 7 ab und führt in nordwestlicher Richtung nach Ambovombe Afovoany.